# Dans la poussière des étoiles
Pour plus de détails, voir Fiche technique et Distribution.
Dans la poussière des étoiles (Im Staub der Sterne) est un film de science-fiction est-allemand de Gottfried Kolditz, sorti en 1976.

## Synopsis
Le vaisseau spatial Cynro reçoit un appel de détresse de la planète TEM 4. L'équipage tente de répondre mais finit par s'écraser sur la planète à cause d'un brouillage radio. 
En sortant du vaisseau, l'équipage va à la rencontre du leader de la planète : Ronk (Milan Beli), qui leur dit qu'il n'y a jamais eu d'accident et que l'appel de détresse était une erreur. En guise d'excuse, il invite l'équipage à une fête, au grand dam de Suko (Alfred Struwe), le navigateur du Cynro qui refuse l'invitation par méfiance.
Ses soupçons étaient fondés : Ronk se sert de la fête pour effacer tout souvenir de l'appel de détresse. De plus, Suko découvre une mine souterraine où Ronk force des captifs indigènes à travailler comme esclaves.
Après ces révélations, l'équipage du Cynro est incapable de décider s'il doit retourner à son vaisseau et s'échapper ou rester pour aider les esclaves à gagner leur liberté. Ce choix est finalement fait pour eux lorsque les esclaves se révoltent. La bataille qui s'ensuit oblige l'équipage à quitter la planète, laissant derrière lui sa commandante Akala et Suko, qui est mourant. Le film se termine par l'enterrement de Suko par les indigènes.

## Fiche technique
- Titre original : Im Staub der Sterne ou Abenteuer Galaxis
- Titre français : Dans la poussière des étoiles[2]
- Réalisateur : Gottfried Kolditz
- Assistante à la réalisation : Sigrid Meyer
- Scénario : Joachim Hellwig (de)
- Photographie : Peter Süring (de)
- Montage : Christa Helwig (de)
- Décors : Gerhard Helwig
- Son : Christian Müller
- Musique : Karl-Ernst Sasse
- Costumes : Katrin Johnsen
- Directeur de production : Helmut Klein
- Société de production : Deutsche Film AG
- Pays de production :  Allemagne de l'Est
- Langue de tournage : allemand
- Format : Couleur (ORWO-Color) - 35 mm
- Durée : 99 minutes (1h39)
- Genre : Film de science-fiction
- Dates de sortie :
  - Allemagne de l'Est : 1er juillet 1976
  - Pologne : 15 octobre 1977
  - Hongrie : 8 mai 1978

## Distribution
- Jana Brejchová : La commandante Akala
- Alfred Struwe : Le navigateur Suko
- Ekkehard Schall : Le chef cuisinier
- Milan Beli (sr) : Ronk, le chef du centre de surveillance
- Silvia Popovici (ro) : La médecin de bord Illic
- Violeta Andrei : L'ingénieure Rall
- Leon Niemczyk : Le psychanalyste Thob
- Regine Heintze (de) : La psychologue My
- Ștefan Mihăilescu-Brăila (ro) : Xik